# Derveni-papyrusen

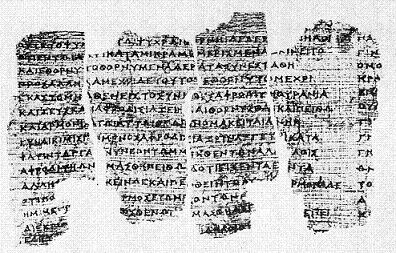
Derveni-papyrusen.

Derveni-papyrusen (Papyrus Derveni) är ett papyrusfynd från Antikens Grekland och innehåller den äldsta bevarade texten med Försokratisk filosofi. Det är den äldsta bevarade europeiska handskriften och ett av få papyrusfynd i Europa. Papyrusen dateras till cirka 400-talet f.Kr. och förvaras idag på Arkeologiska museet i Thessaloníki.

## Manuskriptet
Derveni-papyrusen är endast en samling om cirka 260 fragmenterade papyrusbitar; fragmentens storlek varierar.
Den restaurerade texten omfattar 26 kolumner och är skriven på klassisk grekiska. Manuskriptet dateras till mellan 400 och 300 f. Kr. kring Filip II av Makedoniens regeringstid.
Texten är en filosofisk avhandling kring gudarnas födelse. Den citerar delar av en dikt (skriven på versmåttet Hexameter i en orficistisk stil) tillägnad Orfeus och dikten kommenteras och diskuteras. Dikten inleds med orden "Stäng dörrarna ni oinvigda", en fras som även Platon använde.
Texten ger en viktig inblick i Antikens filosofi, dåtidens grekiska religiösa ceremonier och synen på livet i eftervärlden.
Manuskriptet är det äldsta bevarade på grekiska.

## Historia
Papyrusfragmentet upptäcktes i januari 1962 under utgrävningar kring byn Derveni i regionen Makedonien i norra Grekland. Fyndplatsen var en aristokratisk grav i nekropolen till den historiska staden Lete och papyrusen återfanns bland resterna av ett begravningsbål. 
Författaren är okänd men verkar väl insatt i joniska språket och joniskt tankesätt, möjligen kan författaren vara Euthyphron (motpersonen i en av Platons dialoger). Möjligen härstammar fragmentet från ett manuskript skriven runt kretsen kring filosofen Anaxagoras.
1997 publicerade franske André Laks och amerikanske Glenn Warren Most en beskrivning i boken "Studies on the Derveni papyrus".
2005 började en grupp forskare från Oxfords universitet och Brigham Young University att undersöka papyrusfragmenten med multispektral teknik.
I oktober 2006 publicerade grekiske arkeologiprofessorn Kyriakos Tsantsanoglou vid Aristotelesuniversitetet i Thessaloniki den första översättningen av hela texten. 
Gábor Betegh med flera har även pekat på ett tydligt inflytande från iransk världsåskådning och ritual, inte minst i fråga om kolumn 6 i texten.